# Nelson Simón
Nelson Simón González, conocido como Nelson Simón (Pinar del Río, 1965) es un poeta y escritor para niños nacido en Cuba, que ha recibido numerosos premios y distinciones dentro y fuera del país, también ha fungido como jurado de numerosos certámenes. Es una de las principales voces de la lírica contemporánea cubana.

## Libros para niños
- En el cofre de un pirata, Ediciones Loynaz, 1996 (Premio Loynaz y Premio La Rosa Blanca de texto)
- Brujas, hechizos y otros disparates, Editorial Bethania, Madrid, 2001 y Editorial Oriente, 2003 (Premio Oriente, Premio La Rosa Blanca y Premio de la Crítica)
- Maíz desgranado, Editorial Gente Nueva (Premio Edad de Oro y Premio de la Crítica a libro integral)
- Manuscritos de Pink Mountain, Editorial Cauce (Premio Loynaz y Premio La Rosa Blanca de texto)
- Sueño en una noche de verano, Ediciones Unión
- Historia de una media Naranja, Editorial Cauce
- Preguntas de Rocío, Editorial Gente Nueva (Premio La Rosa Blanca a libro integral)
- Cuentos del buen y mal amor, Editorial Gente Nueva 2008, 2010 (Premio La Edad de Oro, Premio La Rosa Blanca y Premio de la Crítica)
- Marilola, la vaca que canta, Editorial Gente Nueva, 2009
- Cajita para dos, Ediciones La Luz, 2010
- As de corazones, Editorial Cauce, 2010 (Premio de la Crítica Literaria 2010, Premio Alcorta de Literatura infantil, UNEAC Pinar del Río)